# The Red Man's Burden
The Red Man's Burden è un cortometraggio muto del 1913 diretto da J. Searle Dawley.

## Produzione
Il film fu prodotto dalla Edison Company.

## Distribuzione
Distribuito dalla General Film Company, il film - un cortometraggio in una bobina - uscì nelle sale cinematografiche statunitensi il 4 gennaio 1913. Il 5 aprile dello stesso anno, venne distribuito anche nel Regno Unito.